# Charlie DeSalvo
Charlie DeSalvo est un personnage de fiction joué par Philip Akin. Il est un personnage régulier de la Série télévisée Highlander.

## La rencontre avec Duncan MacLeod et Richie Ryan
Alors qu'ils cherchaient un lieu où s'entraîner, Duncan MacLeod et Richie Ryan découvrent la salle d'art martiaux le Desalvo's Martial arts studio.
Charlie, propriétaire du dojo les informe que c'est un club privé, et leur explique que s'ils veulent devenir membres du club.
Ils doivent subir une initiation. Duncan se lance dans une démonstration qui met Charlie à chaque fois au tapis.
Après la mort de Tessa Noël, Duncan demande à Richie de vendre la boutique d'antiquités et achète le dojo de Charlie, tout en lui demandant de rester pour l'aider à faire tourner la boutique.

## Ses interrogations sur Duncan
Charlie comme n'importe quel mortel ignore l'existence des immortels, mais il sait que Duncan et Richie cache quelque chose, car il y a beaucoup de personnes qui arrivent et repartent du dojo.
D'après Charlie et beaucoup d'autres personnes, Duncan cache quelque chose avec toutes ses épées, Charlie se jure de découvrir le secret de Duncan MacLeod.

## Son départ pour les Balkans
Charlie fait la connaissance de Mara, venue aux États-Unis en compagnie de Paul Karros, vieil ami immortel de Duncan, afin d'obtenir le soutien de l'opinion publique dans leur guerre pour libérer un peuple des Balkans contre un dictateur.
Au moment de retourner chez elle, Charlie annonce à Duncan son départ pour les Balkans pour aider Mara dont il est tombé amoureux.
Une année plus tard il est sur les traces de Andrew Cord un marchand d'armes qui escroqué ses hommes et tué Mara.
Lorsque Charlie survit miraculeusement, Duncan tente désespérément de le garder hors d'atteinte d'Andrew.

## La vérité enfin dévoilée
Quand Charlie meurt dans les bras de Duncan, poignardé par Andrew Cord, il lui demande qui il est réellement, Duncan lui dit la vérité.